# Brisbane Roar Football Club
Il Brisbane Roar Football Club è una società calcistica australiana con sede nella città di Brisbane, che milita nella A-League Men, la massima divisione del campionato australiano di calcio e ha come legale  Kaz Patafta.
Fu fondato nel 1957 come Hollandia Inala Soccer Club. Gioca le sue partite casalinghe al Suncorp Stadium. Il 5 maggio 2009 la società ha cambiato nome da Queensland Roar Football Club a Brisbane Roar Football Club.

## Rosa 2024-2025
| N. |                        | Ruolo | Calciatore       |
| -- | ---------------------- | ----- | ---------------- |
| 1  | Australia (bandiera)   | P     | Macklin Freke    |
| 2  | Australia (bandiera)   | D     | Scott Neville    |
| 3  | Australia (bandiera)   | D     | Corey Brown      |
| 4  | Australia (bandiera)   | D     | Ben Warland      |
| 5  | Stati Uniti (bandiera) | D     | Marcus Ferkranus |
| 6  | Australia (bandiera)   | C     | Joe Caletti      |
| 7  | Francia (bandiera)     | C     | Florin Bérenguer |
| 8  | Libano (bandiera)      | C     | Walid Shour      |
| 9  | Indonesia (bandiera)   | A     | Rafael Struick   |
| 11 | Ecuador (bandiera)     | C     | Néicer Acosta    |
| 12 | Australia (bandiera)   | D     | Lucas Herrington |
| 14 | Australia (bandiera)   | D     | Pearson Kasawaya |
| 15 | Australia (bandiera)   | D     | Hosine Bility    |

| N. |                      | Ruolo | Calciatore           |
| -- | -------------------- | ----- | -------------------- |
| 16 | Australia (bandiera) | A     | Thomas Waddingham    |
| 17 | Australia (bandiera) | D     | Harry Van der Saag   |
| 18 | Australia (bandiera) | C     | Jacob Brazete        |
| 19 | Sri Lanka (bandiera) | D     | Jack Hingert         |
| 21 | Australia (bandiera) | D     | Antonee Burke-Gilroy |
| 22 | Australia (bandiera) | C     | Alex Parsons         |
| 23 | Australia (bandiera) | C     | Keegan Jelacic       |
| 26 | Irlanda (bandiera)   | A     | Jay O'Shea           |
| 27 | Australia (bandiera) | C     | Ben Halloran         |
| 29 | Australia (bandiera) | P     | Matt Acton           |
| 30 | Australia (bandiera) | C     | Quinn MacNicol       |
| 35 | Australia (bandiera) | D     | Louis Zabala         |
| 43 | Australia (bandiera) | C     | Adam Zimarino        |

## Rosa 2023-2024
| N. |                      | Ruolo | Calciatore       |
| -- | -------------------- | ----- | ---------------- |
| 1  | Australia (bandiera) | P     | Macklin Freke    |
| 2  | Australia (bandiera) | D     | Scott Neville    |
| 3  | Australia (bandiera) | D     | Corey Brown      |
| 5  | Scozia (bandiera)    | D     | Tom Aldred       |
| 6  | Australia (bandiera) | C     | Joe Caletti      |
| 7  | Francia (bandiera)   | C     | Florin Bérenguer |
| 10 | Australia (bandiera) | C     | Nikola Mileusnic |
| 11 | Australia (bandiera) | C     | Jez Lofthouse    |
| 12 | Australia (bandiera) | C     | Taras Gomulka    |
| 13 | Australia (bandiera) | C     | Henry Hore       |
| 15 | Australia (bandiera) | C     | Jesse Daley      |
| 17 | Australia (bandiera) | A     | Carlo Armiento   |

| N. |                        | Ruolo | Calciatore      |
| -- | ---------------------- | ----- | --------------- |
| 19 | Australia (bandiera)   | D     | Jack Hingert    |
| 22 | Australia (bandiera)   | C     | Alex Parsons    |
| 26 | Irlanda (bandiera)     | A     | Jay O'Shea      |
| 27 | Australia (bandiera)   | C     | Kai Trewin      |
| 29 | Australia (bandiera)   | P     | Matt Acton      |
| 30 | Australia (bandiera)   | C     | Quinn MacNicol  |
| 35 | Australia (bandiera)   | D     | Louis Zabala    |
| 99 | Australia (bandiera)   | A     | Ayom Majok      |
|    | Australia (bandiera)   | C     | Jonas Markovski |
|    | Inghilterra (bandiera) | C     | Shae Cahill     |
|    | Australia (bandiera)   | A     | Rylan Brownlie  |

## Rosa 2022-2023
| N. |                        | Ruolo | Calciatore              |
| -- | ---------------------- | ----- | ----------------------- |
| 1  | Australia (bandiera)   | P     | Macklin Freke           |
| 2  | Australia (bandiera)   | D     | Scott Neville           |
| 3  | Australia (bandiera)   | D     | Jordan Courtney-Perkins |
| 4  | Australia (bandiera)   | D     | Anton Mlinaric          |
| 5  | Scozia (bandiera)      | D     | Tom Aldred              |
| 6  | Australia (bandiera)   | C     | Connor Chapman          |
| 7  | Afghanistan (bandiera) | A     | Rahmat Akbari           |
| 8  | Giappone (bandiera)    | C     | Riku Danzaki            |
| 10 | Australia (bandiera)   | C     | Nikola Mileusnic        |
| 11 | Australia (bandiera)   | C     | Jez Lofthouse           |
| 12 | Australia (bandiera)   | P     | Jordan Holmes           |
| 13 | Australia (bandiera)   | C     | Henry Hore              |

| N. |                      | Ruolo | Calciatore          |
| -- | -------------------- | ----- | ------------------- |
| 15 | Australia (bandiera) | C     | Jesse Daley         |
| 16 | Australia (bandiera) | D     | Josh Brindell-South |
| 17 | Australia (bandiera) | A     | Carlo Armiento      |
| 18 | Germania (bandiera)  | C     | Matti Steinmann     |
| 19 | Australia (bandiera) | D     | Jack Hingert        |
| 22 | Australia (bandiera) | C     | Alex Parsons        |
| 26 | Irlanda (bandiera)   | A     | Jay O'Shea          |
| 27 | Australia (bandiera) | C     | Kai Trewin          |
| 28 | Australia (bandiera) | A     | Joe Knowles         |
| 29 | Australia (bandiera) | A     | Cyrus Dehmie        |
| 35 | Australia (bandiera) | D     | Louis Zabala        |
| 57 | Australia (bandiera) | C     | Samuel Klein        |

## Rosa 2021-2022
| N. |                        | Ruolo | Calciatore       |
| -- | ---------------------- | ----- | ---------------- |
| 1  | Australia (bandiera)   | P     | Macklin Freke    |
| 2  | Australia (bandiera)   | D     | Scott Neville    |
| 3  | Australia (bandiera)   | D     | Corey Brown      |
| 4  | Australia (bandiera)   | D     | Anton Mlinaric   |
| 5  | Scozia (bandiera)      | D     | Tom Aldred       |
| 7  | Afghanistan (bandiera) | A     | Rahmat Akbari    |
| 8  | Germania (bandiera)    | C     | Matti Steinmann  |
| 9  | Australia (bandiera)   | C     | Luke Ivanovic    |
| 10 | Australia (bandiera)   | C     | Nikola Mileusnic |
| 11 | Australia (bandiera)   | C     | Jez Lofthouse    |
| 12 | Australia (bandiera)   | P     | Jordan Holmes    |
| 13 | Australia (bandiera)   | C     | Henry Hore       |
| 14 | Australia (bandiera)   | C     | Eli Adams        |

| N. |                          | Ruolo | Calciatore          |
| -- | ------------------------ | ----- | ------------------- |
| 15 | Australia (bandiera)     | C     | Jesse Daley         |
| 16 | Australia (bandiera)     | D     | Josh Brindell-South |
| 18 | Giappone (bandiera)      | A     | Ryo Wada            |
| 19 | Australia (bandiera)     | D     | Jack Hingert        |
| 21 | Australia (bandiera)     | C     | Nicholas Olsen      |
| 22 | Australia (bandiera)     | C     | Alex Parsons        |
| 23 | Argentina (bandiera)     | A     | Juan Lescano        |
| 24 | Nuova Zelanda (bandiera) | P     | Aidan Munford       |
| 26 | Irlanda (bandiera)       | A     | Jay O'Shea          |
| 27 | Australia (bandiera)     | C     | Kai Trewin          |
| 29 | Australia (bandiera)     | A     | Cyrus Dehmie        |
|    | Australia (bandiera)     | C     | Connor Chapman      |

## Rosa 2020-2021
| N. |                          | Ruolo | Calciatore          |
| -- | ------------------------ | ----- | ------------------- |
| 1  | Australia (bandiera)     | P     | Macklin Freke       |
| 3  | Australia (bandiera)     | D     | Corey Brown         |
| 5  | Scozia (bandiera)        | D     | Tom Aldred          |
| 6  | Inghilterra (bandiera)   | D     | Macaulay Gillesphey |
| 7  | Nuova Zelanda (bandiera) | A     | Jai Ingham          |
| 9  | Giappone (bandiera)      | A     | Masato Kudō         |
| 10 | Giappone (bandiera)      | C     | Riku Danzaki        |
| 11 | Australia (bandiera)     | C     | Joe Champness       |
| 12 | Australia (bandiera)     | P     | Bon Scott           |
| 14 | Australia (bandiera)     | C     | George Mells        |
| 15 | Australia (bandiera)     | C     | Jesse Daley         |
| 16 | Australia (bandiera)     | D     | Josh Brindell-South |

| N. |                        | Ruolo | Calciatore              |
| -- | ---------------------- | ----- | ----------------------- |
| 19 | Australia (bandiera)   | D     | Jack Hingert            |
| 21 | Inghilterra (bandiera) | P     | Jamie Young             |
| 23 | Australia (bandiera)   | A     | Dylan Wenzel-Halls      |
| 25 | Afghanistan (bandiera) | C     | Rahmat Akbari           |
| 26 | Irlanda (bandiera)     | A     | Jay O'Shea              |
| 27 | Australia (bandiera)   | C     | Kai Trewin              |
| 28 | Australia (bandiera)   | D     | Izaack Powell           |
| 29 | Australia (bandiera)   | D     | Jordan Courtney-Perkins |
| 33 | Australia (bandiera)   | A     | Keegan Jelacic          |
| 34 | Australia (bandiera)   | C     | Alex Parsons            |
| 77 | Australia (bandiera)   | A     | Scott McDonald          |
|    | Australia (bandiera)   | C     | Danny Kim               |

## Rose delle stagioni precedenti
- 2017-2018
- 2015-2016
- 2013-2014
- 2012-2013
- 2010-2011
- 2006-2007

## Palmarès

### Competizioni nazionali
- Campionato australiano: 3

2010-2011, 2011-2012, 2013-2014
- Premier's Plate: 2

2010-2011, 2013-2014

### Altri piazzamenti
- Campionato australiano:

Terzo posto: 2007-2008, 2008-2009
- Australia Cup:

Finalista: 2023